# Lestodiplosis pectinata
Lestodiplosis pectinata är en tvåvingeart som först beskrevs av Marikovskij 1953.  Lestodiplosis pectinata ingår i släktet Lestodiplosis och familjen gallmyggor.
Artens utbredningsområde är Kazakstan. Inga underarter finns listade i Catalogue of Life.